# Sanktuarium Matki Bożej Bolesnej Królowej Polski w Licheniu Starym

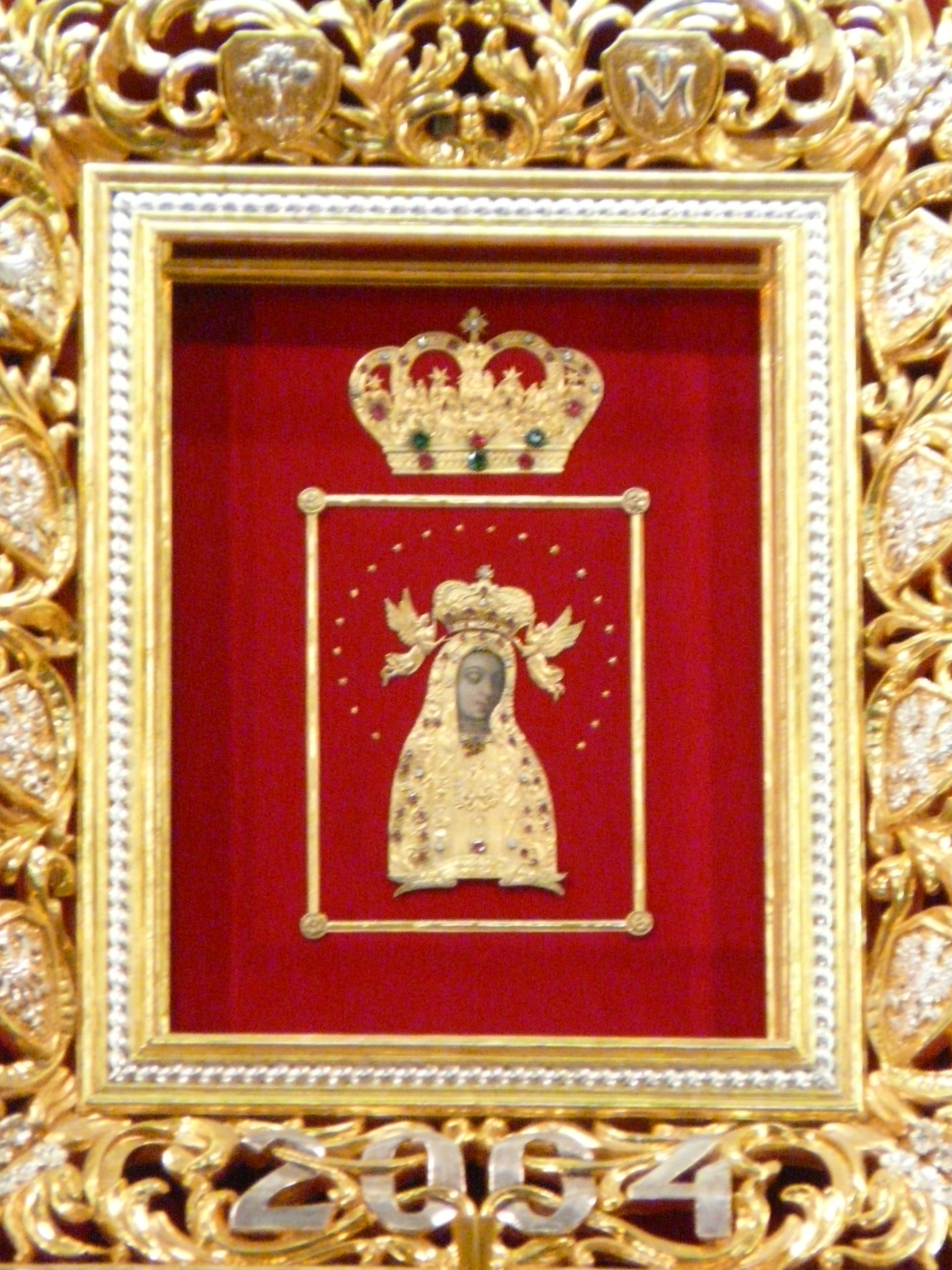
Cudowny Obraz Matki Bożej Licheńskiej

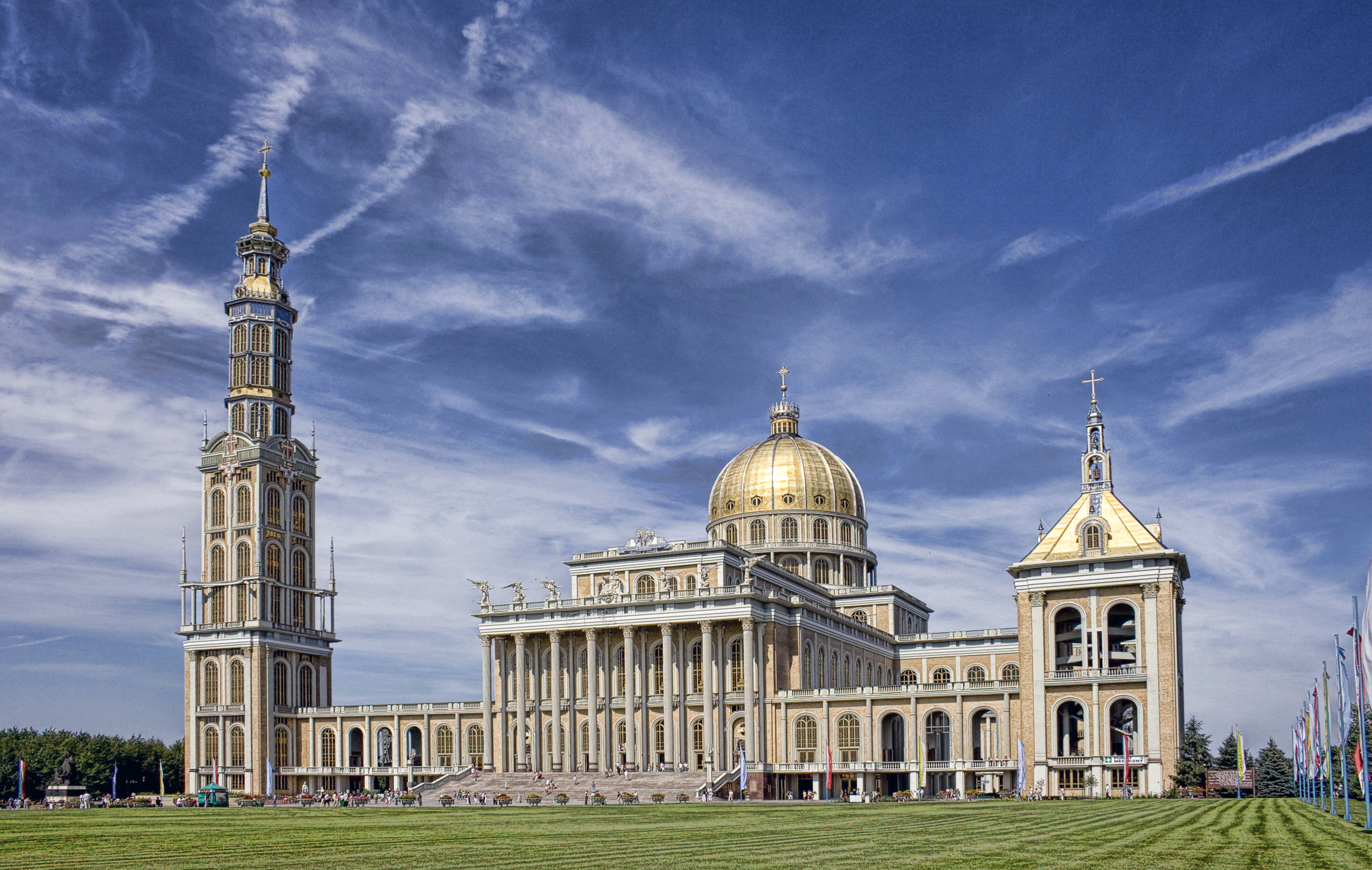
Bazylika Najświętszej Maryi Panny Licheńskiej w Licheniu Starym

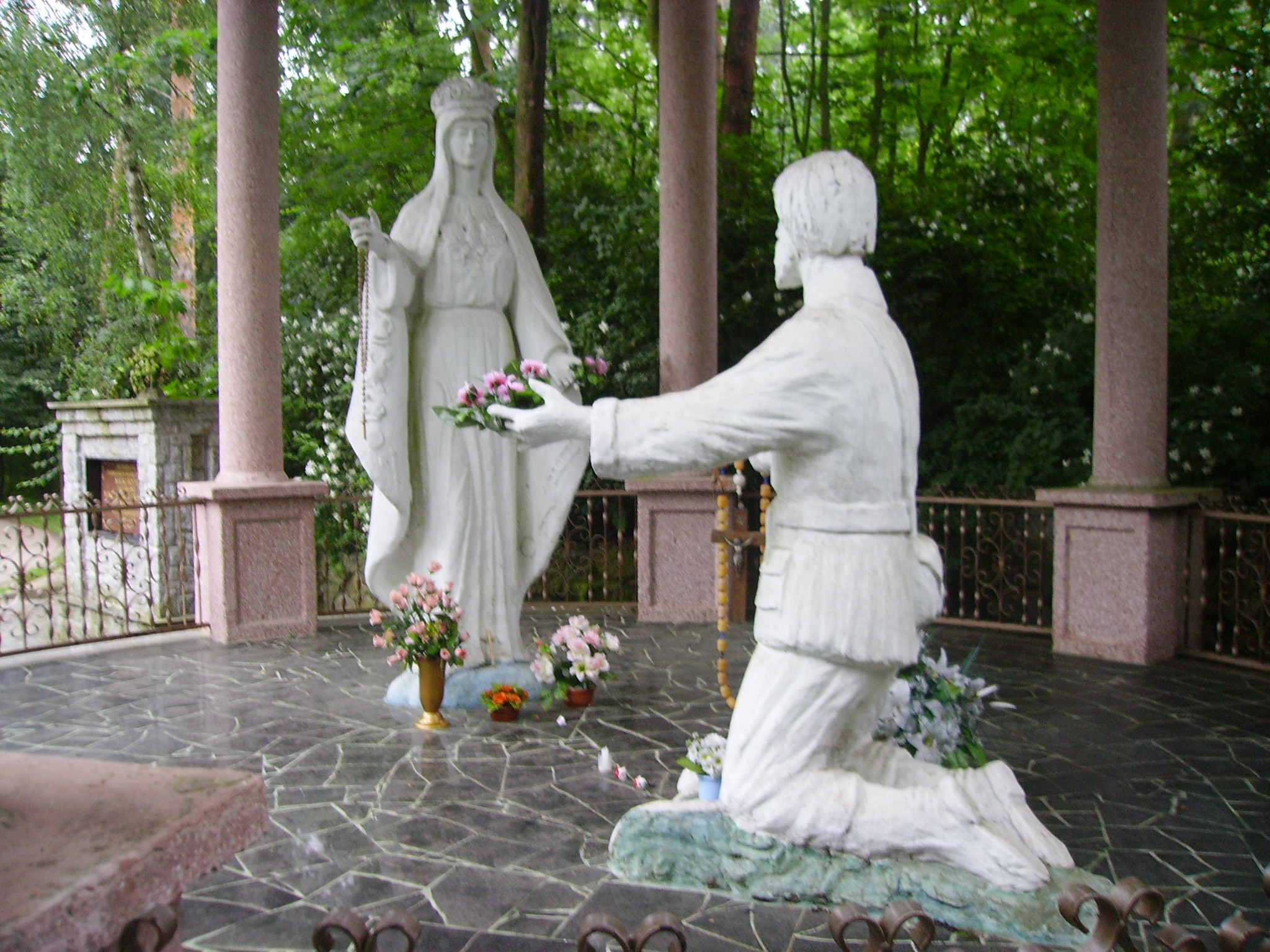
Objawienia jakich doznawał Mikołaj Sikatka, figury – Las Grąbliński

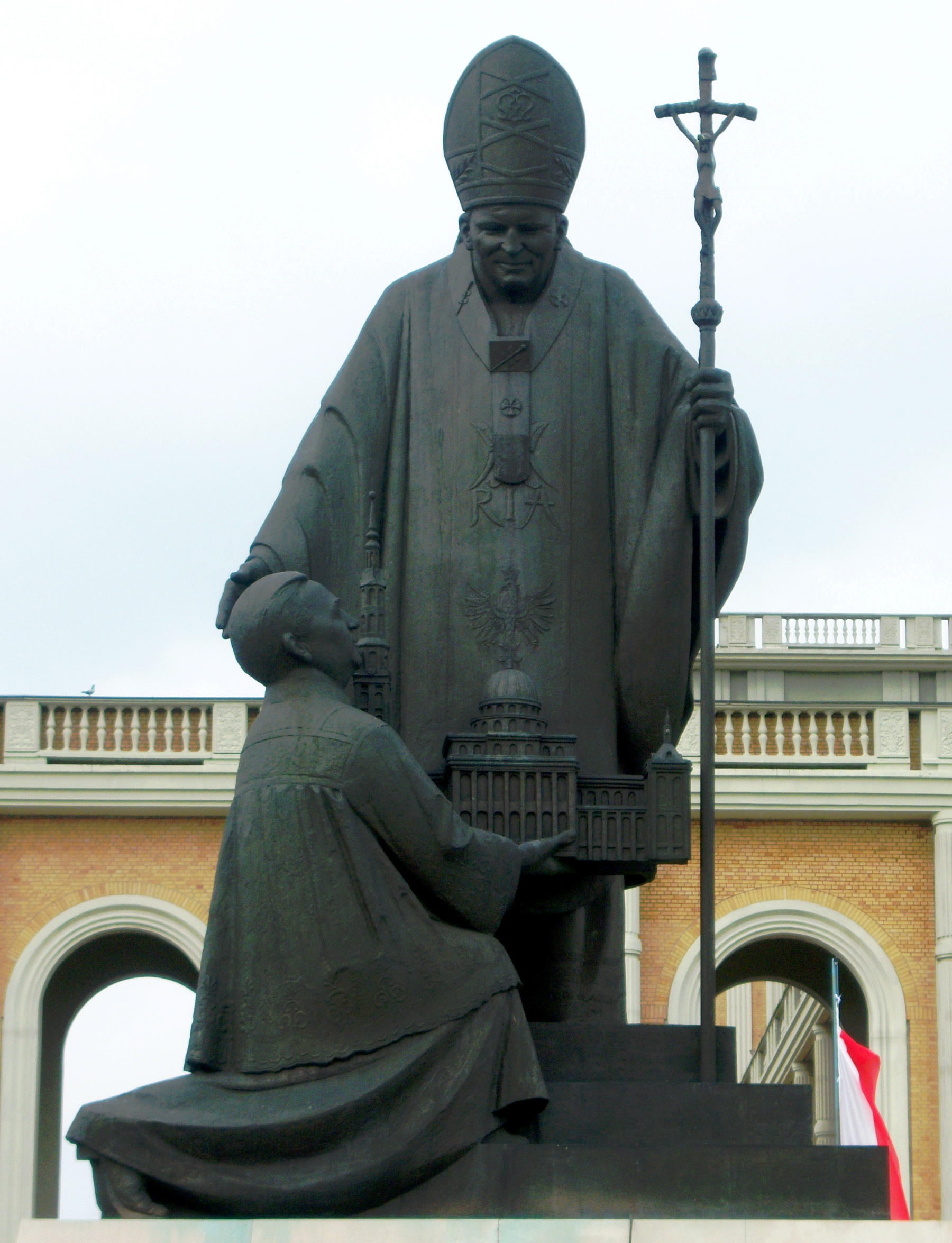
Pomnik upamiętniający pielgrzymkę Jana Pawła II do Lichenia

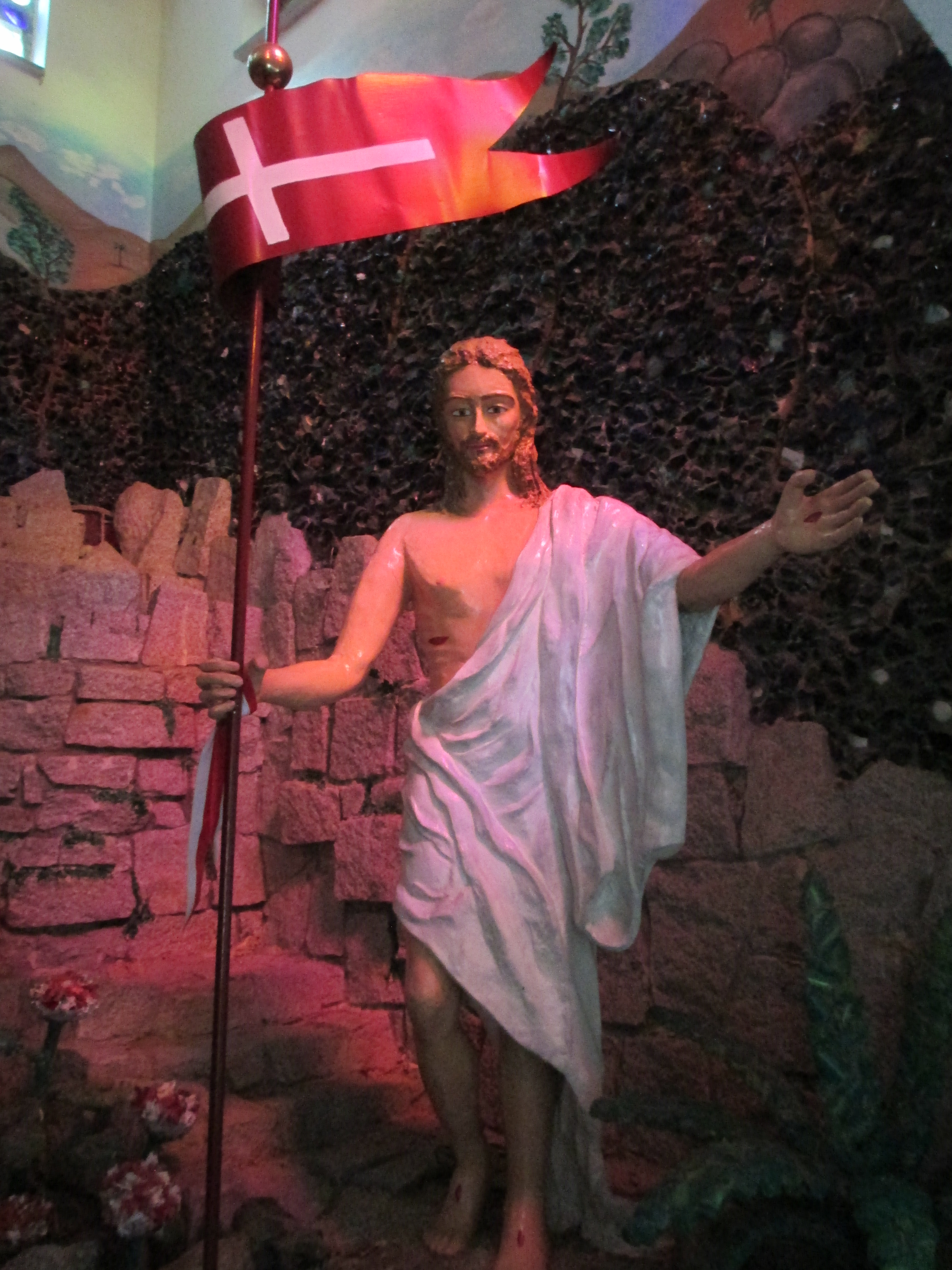
Zmartwychwstanie Jezusa Chrystusa

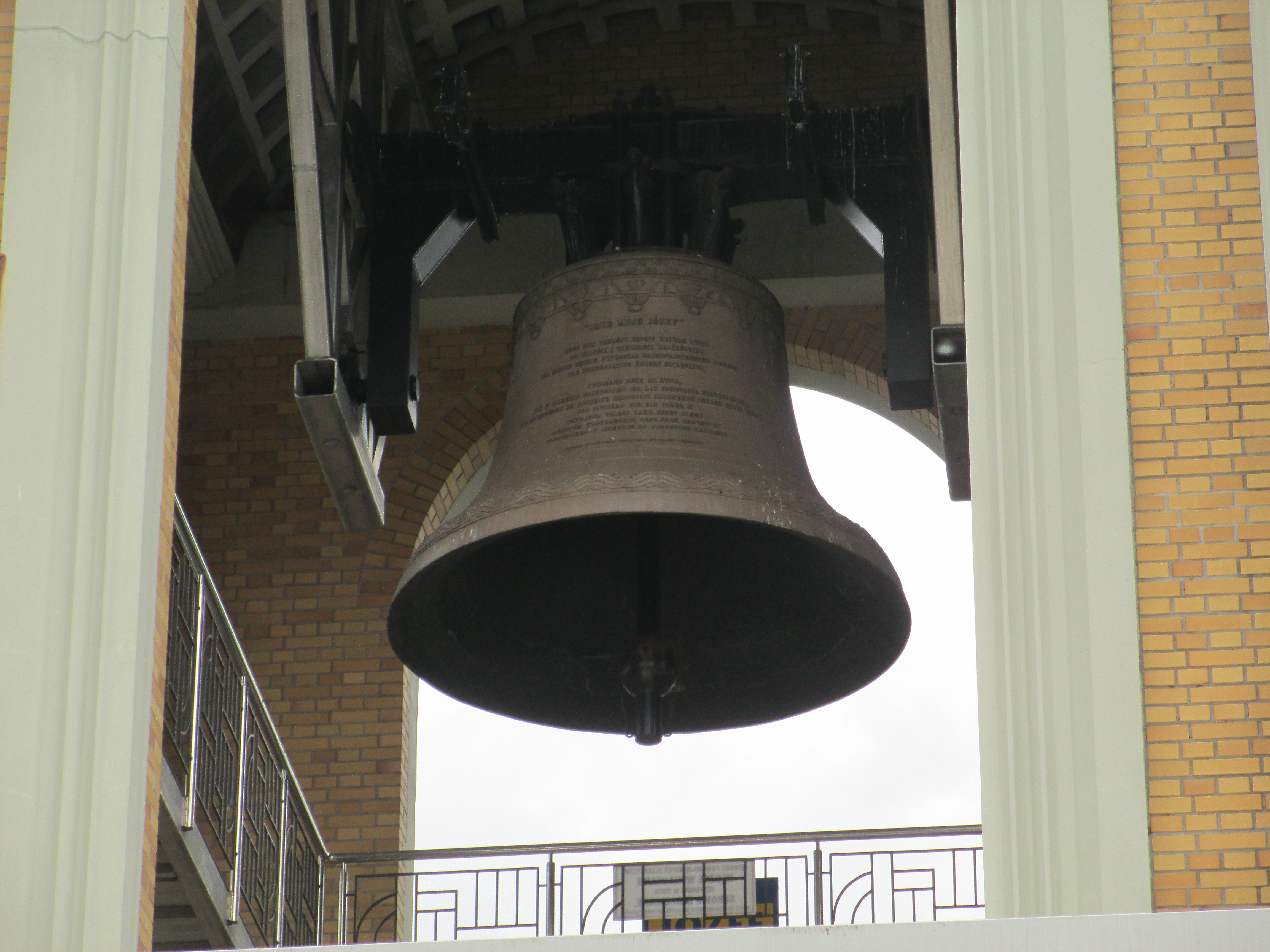
Dzwon Józef

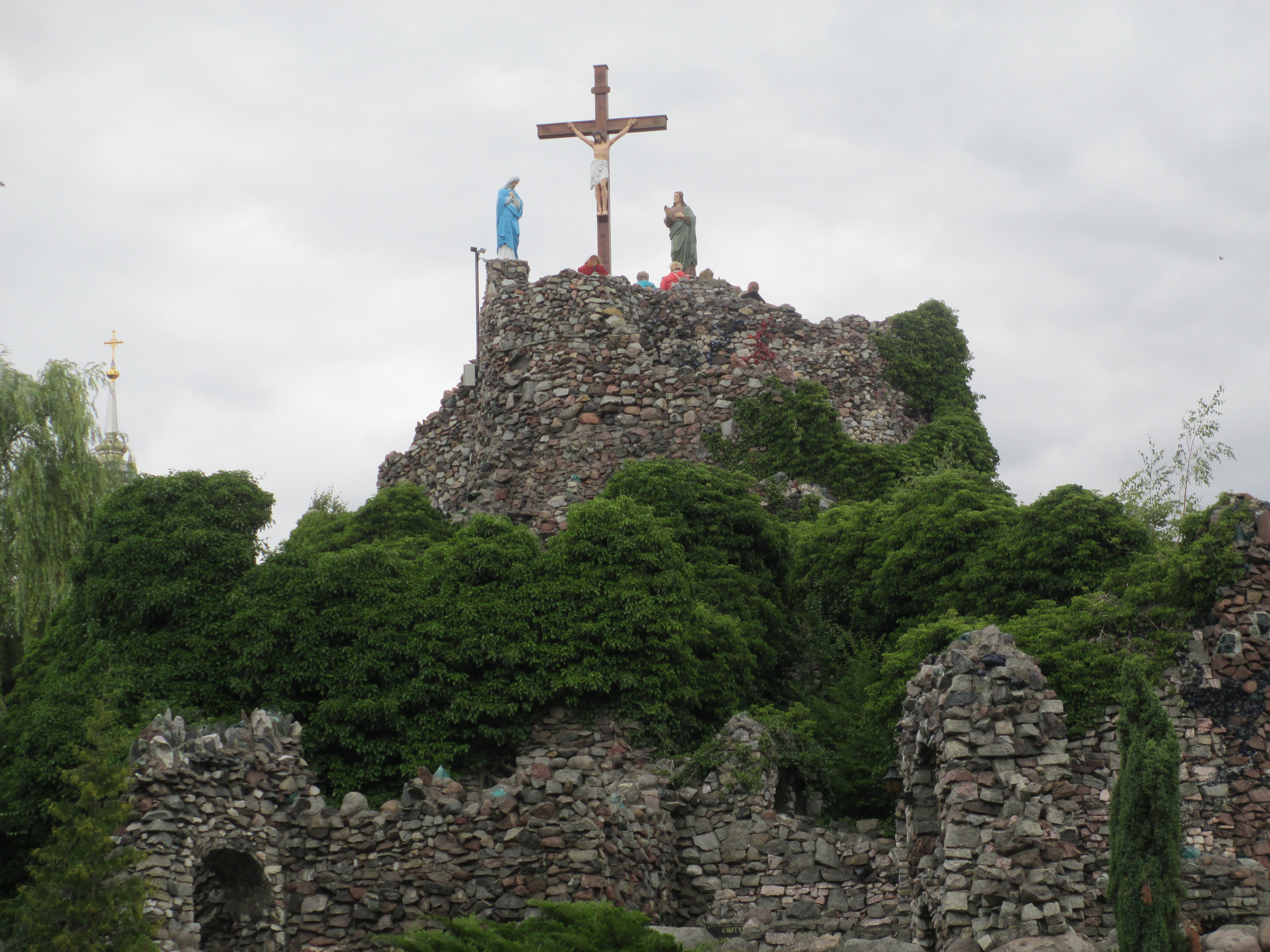
Golgota

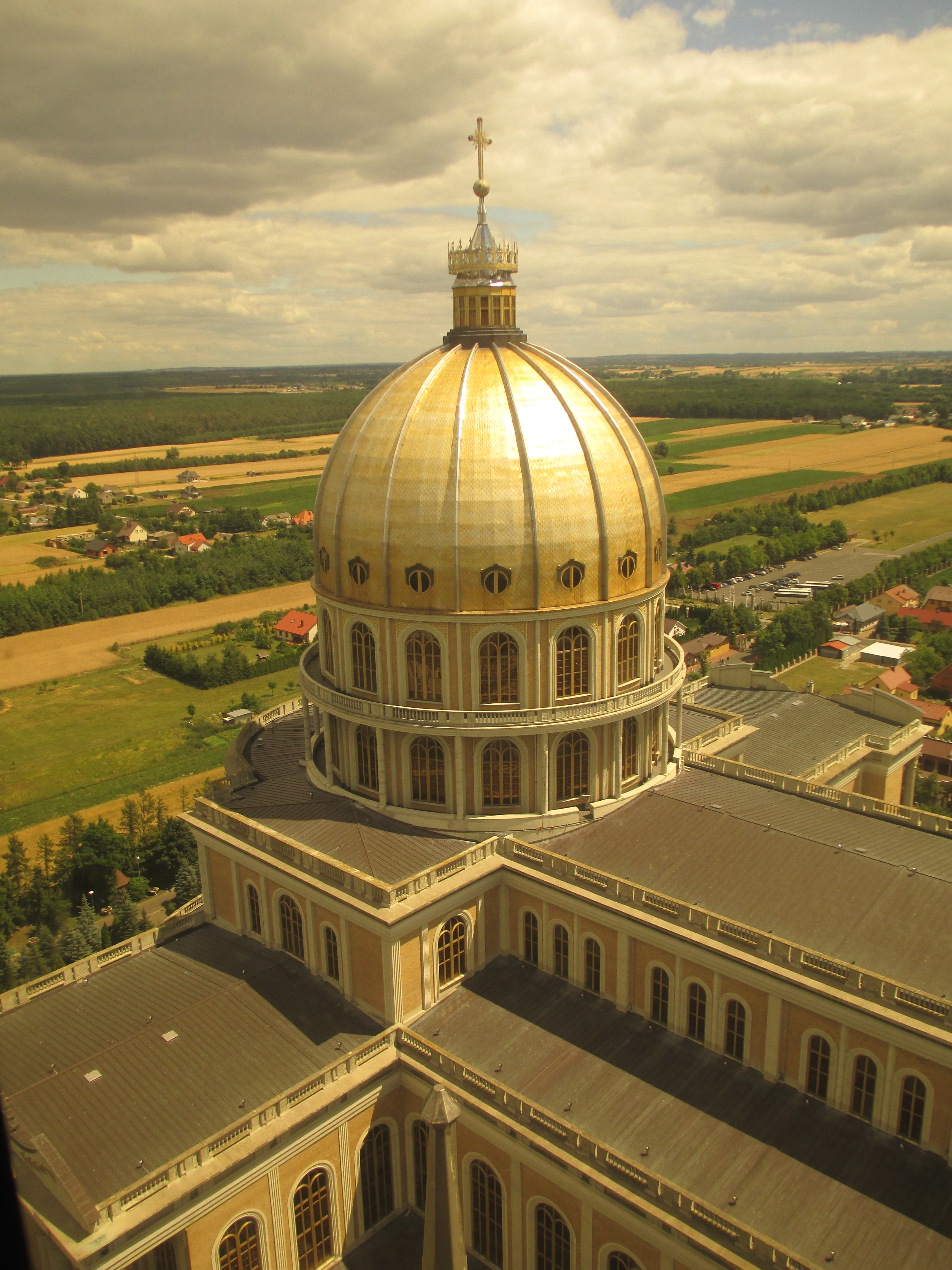
Główna kopuła

Sanktuarium Matki Bożej Bolesnej Królowej Polski w Licheniu Starym – ośrodek kultu maryjnego o znaczeniu ogólnopolskim i międzynarodowym, położony we wsi Licheń Stary w centralnej Polsce (wschód Wielkopolski) w gminie Ślesin, powiecie konińskim. Część obiektów związanych z sanktuarium znajduje się na terenie gminy Kramsk. Sanktuarium leży na terenie parafii św. Doroty, w diecezji włocławskiej.
Sanktuarium związane jest z objawieniami maryjnymi i uznawanym za cudowny obrazem Matki Boskiej Licheńskiej. Obejmuje ono swym zasięgiem zespół kościołów, kaplice, klasztory, cmentarz, kamienną Golgotę, część muzeum im. ks. Józefa Jarzębowskiego z Fawley Court, muzeum budowy bazyliki, Licheńskie Centrum Pomocy Rodzinie i Osobom Uzależnionym, hospicjum im. bł. Stanisława Papczyńskiego, Centrum Formacji Maryjnej „Salvatoris Mater”, Duszpasterstwo Młodzieży i Powołań, Dom Papieski, źródełko, liczne figury i pomniki oraz inne obiekty sakralne i infrastruktury pielgrzymkowej. Głównym kościołem sanktuarium jest obecnie bazylika Najświętszej Maryi Panny Licheńskiej w Licheniu Starym. Swoją posługę pełnią w nim zakonnicy ze Zgromadzenia Księży Marianów Niepokalanego Poczęcia Najświętszej Maryi Panny (MIC).
Początek sanktuarium dały objawienia maryjne (I poł. XIX wieku), których świadkami byli Tomasz Kłossowski i Mikołaj Sikatka.

## Kalendarium
Kalendarium:
- 1151 r. Pierwsza historyczna wzmianka dotycząca Lichenia. Piotr Dunin postawił wtedy granitowy krzyż w połowie drogi między Grąblinem a Licheniem, tym samym zaznaczył szlak z Kalisza do Kruszwicy. Krzyż ten stoi obecnie w kapliczce w centrum wsi.
- 1232 r. Pierwsze wzmianki o kapelanach licheńskich.
- 1415 r. Biskup poznański Andrzej Łaskarz z rodu Godziembów Licheńskich ufundował parafię i kościół pod wezwaniem św. Doroty Panny i Męczenniczki.
- 1655 r. Najazd Szwedów położył kres miasteczku (prawa miejskie przed 1458), ludność została wymordowana, a kościół zniszczony i ograbiony.
- 1728 r. Odbudowa zdewastowanej świątyni.
- 1800 r. Rozbiórka starej świątyni, na której miejscu powstał nowy kościół.
- 1813 r. Bitwa pod Lipskiem. Pierwsze objawienia, których doznał ranny żołnierz Tomasz Kłossowski.
- 1819 r. Właścicielami Lichenia został ród Kwileckich. Rodzina ta od początku planowała wybudowanie murowanego kościoła, który miał zastąpić zbyt małą już wtedy świątynię, ze względu na zubożenie ludności parafii plany te trzeba było odłożyć na później.
- 1836 r. Kłossowski odnalazł po latach poszukiwań na przydrożnym drzewie koło wsi Lgota podczas pielgrzymki na Jasną Górę obraz zgodny z wizją i po uzyskaniu zgody właściciela zabrał go ze sobą do domu w Izabelinie.
- 1844 r. Tomasz Kłossowski umieścił obrazek na sośnie w pobliskim lesie.
- 1845 r. Hrabina Izabela Kwilecka położyła kamień węgielny pod budowę kościoła murowanego.
- 1848 r. Śmierć Tomasza Kłossowskiego.
- 1850 r. Objawienia Matki Bożej Mikołajowi Sikatce. Podczas objawień, według relacji wizjonera zachowanej w ludowym przekazie, Maryja wzywała do modlitwy, szczególnie różańcowej. Zapowiedziała epidemie i wojny oraz odrodzenie Polski. Prosiła, aby kapłani odprawiali msze św. przebłagalne, chciała, żeby obraz był przeniesiony z lasu w godniejsze miejsce. Zapowiedziała budowę wielkiego kościoła ku jej czci.
- 1852 r. Po wybuchu epidemii cholery i wzmożeniu kultu, na mocy decyzji ks. biskupa Jana Michała Marszewskiego, obraz został przeniesiony do kaplicy w Licheniu (obecny kościół MB Częstochowskiej).
- 1858 r. Nastąpiła konsekracja murowanego kościoła w stylu neogotyckim (obecny kościół św. Doroty).
- 1921–1924 r. Pobyt i uzdrowienie alumna Stefana Wyszyńskiego – przyszłego Prymasa Tysiąclecia.
- 1940–1945 r. Kościół św. Doroty w czasie wojny został siedzibą obozu Hitlerjugend – młodzieży hitlerowskiej. Niemcy ograbili kościół, jednak sam obraz został ukryty przez parafian.
- 1944 r. Wychowawczyni hitlerowskiej młodzieży Berta Bauer w czasie pobytu w Licheniu strzelała do krucyfiksu.
- 1945 r. Wizerunek Matki Boskiej wrócił z Malińca do Lichenia.
- 1949 r. Marianie objęli parafię w Licheniu, pierwszym mariańskim kustoszem sanktuarium został ks. Józef Glinka (MIC).
- 1967 r. Kustoszem został ks. Eugeniusz Makulski MIC. Ks. kard. Stefan Wyszyński ukoronował Cudowny Obraz Matki Boskiej Licheńskiej koroną papieską, papież Paweł VI obdarzył też sanktuarium przywilejem odpustu zupełnego w każdy dzień roku.
- 1968 r. Poświęcenie źródełka, budowa kapliczki w lesie grąblińskim na miejscu objawień.
- 1969 r. Odbudowa i poświęcenie kościoła Matki Bożej Częstochowskiej.
- 1970 r. Poświęcenie Kaplicy św. Krzyża (umieszczono w niej krzyż, do którego strzelała Bauer).
- 1975 r. Budowa mauzoleum pasterza Mikołaja Sikatki i kapliczki objawień Tomasza Kłossowskiego.
- 1976 r. Początek budowy Golgoty.
- 1993 r. Zatwierdzenie projektu budowy bazyliki, opracowanego przez Barbarę Bielecką.
- 1994 r. Ruszyła budowa bazyliki, plac poświęcił nuncjusz apostolski w Polsce, ks. abp Józef Kowalczyk.
- 1995 r. Prymas Polski ks. kard. Józef Glemp wmurował kamień węgielny bazyliki.
- 1996 r. Poświęcenie kaplicy Trójcy Świętej – pierwszej oddanej kaplicy w nowej świątyni.
- 1999 r. Papież Jan Paweł II przybył do Lichenia i w czasie nabożeństwa pobłogosławił powstającą świątynię. W tym roku również w dzwonnicy bazyliki został umieszczony największy w Polsce dzwon noszący imię Maryja Bogurodzica.
- 2000 r. Episkopat Polski wyznaczył licheńską bazylikę jako wotum jubileuszowe Kościoła Katolickiego w Polsce. Na powitanie nowego tysiąclecia, w nawie głównej powstającej bazyliki, odprawiona została też pierwsza msza św. – pasterka.
- 2001 r. Poświęcenie kaplicy 108 Męczenników.
- 2003 r. W zachodnim ramieniu transeptu świątyni, po uroczystym poświęceniu, po raz pierwszy zagrały 52-głosowe organy (2 manuały i pedał) wybudowane przez firmę „Zych – Zakłady Organowe”[2].
- 2004 r. Nastąpiło uroczyste poświęcenie świątyni pod wezwaniem Najświętszej Maryi Panny Licheńskiej.
- 2005 r. W dniu odpustu Najświętszej Maryi Panny Licheńskiej uroczyście nadano kościołowi tytuł bazyliki mniejszej.
- 2006 r. Cudowny Obraz Matki Bożej Licheńskiej został przeniesiony z kościoła parafialnego św. Doroty do bazyliki mniejszej (2 lipca). Poświęcenie całego instrumentarium organowego (157 głosów realnych, kontuar zbiorczy 6 manuałów i pedał)[2].
- 2007 r. Odbyła się uroczystość beatyfikacji o. Stanisława Papczyńskiego – założyciela Zgromadzenia Księży Marianów.
- 2010 r. Powstało Muzeum im. ks. Józefa Jarzębowskiego w Licheniu Starym.

### Komentarz historyczny
Historia Lichenia położonego we wschodniej Wielkopolsce przy ważnych szlakach komunikacyjnych jest ściśle związana z historią Polski. Korzystne położenie wsi sprzyjało osadnictwu, którego ślady z czasów pogańskich odkryto podczas prac remontowych i wykopaliskowych przy kościele świętej Doroty. Prawdopodobnie najstarszy krzyż postawiony przez Piotra Dunina powstał z granitów pochodzących z ołtarza poświęconego dawnym bóstwom. Walory geograficzne Lichenia sprawiły też, że Licheń stał się siedzibą parafii chrześcijańskiej. Pierwsze wzmianki o licheńskich kapelanach pochodzą z 1232 r., a sama parafia św. Doroty powstała w 1415 r. Od połowy XV Licheń określany był jako miasteczko, które rozwijało się także w wieku XVI i na początku wieku XVII. Kres temu stanowi położył najazd Szwedów. Przełom XVIII i XIX wieku, zatem czasy utraty przez Polskę niepodległości, to czas trudny także dla mieszkańców Lichenia i okolic i dopiero objawienia z lat 1850–1852 rozsławiły w kraju tę miejscowość. Od tego czasu w zasadzie zaczyna się współczesna historia wsi i historia sanktuarium.
Podobnie jak losy wsi, układały się także losy tutejszej świątyni. W 1415 r. zakładając parafię św. Doroty kościół pod jej wezwaniem ufundował biskup Andrzej Łaskarz. Szwedzi, którzy 1655 r. najechali Licheń i wybili mieszkańców wsi, nie oszczędzili także świątyni. Źródła mówią o gruntownym remoncie drewnianego kościoła w 1728 r. Kościół ten rozebrano w 1800 r. i postawiono na jego miejscu nowy. Dziedzicem wsi Licheń był wówczas hrabia Łącki. W 1819 r. Licheń wraz z parafią należał do rodu Kwileckich. Świątynia już wówczas wydawała się zbyt mała i hrabina Izabela Kwilecka planowała zbudowanie większego kościoła murowanego, a kamień węgielny pod budowę obecnego neogotyckiego kościoła św. Doroty położyła w 1845 r. Zubożenie mieszkańców parafii jednak nie sprzyjało budowie. Przyspieszyły ją dopiero późniejsze wydarzenia, mające swoją genezę w 1813 r., kiedy to objawień doznał pod Lipskiem ranny w bitwie Tomasz Kłossowski. Odnalazł on po 23 latach pielgrzymek i poszukiwań obraz zgodny z wizją i w 1844 zawiesił go w lesie. Kłossowski zmarł w 1848 r., a w latach 1850–1852 podobne objawienia miał pasterz Mikołaj Sikatka. Według relacji Sikatki, Maryja prosiła o modlitwę różańcową i dała nadzieję na czas zarazy. W 1852 r. nadeszła epidemia cholery. Ludzie uwierzyli w treść tych objawień, a hierarchia kościelna zdecydowała o przeniesieniu obrazka z lasu do drewnianej kaplicy pełniącej funkcję kościoła parafialnego w Licheniu (obecny kościół M.B. Częstochowskiej). Ruszyły prace związane z obecnym neogotyckim kościołem i w 1858 r. przeniesiono obraz do nowo konsekrowanego kościoła św. Doroty.
Maryja z orłem na piersiach była także znakiem odzyskania niepodległości przez Polskę, co miało miejsce w 1918 r. Słowa pasterza potwierdziły także liczne cuda, jak choćby uzdrowienie kleryka Stefana Wyszyńskiego. Gdy licheńską parafię objęli marianie, chcieli oni spełnić także prośbę Matki Bożej, aby na tym miejscu powstał wielki kościół ku jej czci. W latach 1994–2004 staraniem księdza kustosza Eugeniusza Makulskiego MIC powstała na tym miejscu bazylika będąca jedną z największych świątyń na świecie. Sanktuarium w Licheniu nadal się rozwija.

## Ważniejsze miejsca i obiekty

### Kościoły
- Bazylika Najświętszej Maryi Panny Licheńskiej w Licheniu Starym (główny kościół sanktuarium)
- Kościół św. Doroty w Licheniu Starym
- Kościół Matki Bożej Częstochowskiej w Licheniu Starym z Kaplicą Krzyża Świętego
- Kościół Matki Bożej Dziesięciu Cnót Ewangelicznych w Grąblinie

### Inne
- Las Grąbliński
- Golgota licheńska
- Dzwon Maryja Bogurodzica
- Dzwon Jerzy
- Dzwonnica z dzwonami Piotr, Paweł i Józef
- Muzeum im. ks. Józefa Jarzębowskiego w Licheniu Starym
- Pomnik Tomasza Kłossowskiego przedstawiający scenę objawienia Matki Bożej Licheńskiej kowalowi Tomaszowi Kłossowskiemu podczas Bitwy pod Lipskiem w 1813. Obiekt z brązu zaprojektowany został przez Jerzego Sobocińskiego. Upamiętnia wydarzenie dające początek licheńskiemu sanktuarium. Na pomniku Kłossowski leży, a nad nim góruje postać Matki Boskiej[3]
- Kaplica Dusz Czyśćcowych zlokalizowana na wschód od Golgoty. Ceglany obiekt poświęcony jest ojcu Stanisławowi Papczyńskiemu, założycielowi zgromadzenia Marianów. Upamiętnia 350. rocznicę jego urodzin. Ufundowany został przez pielgrzymów z Ziemi Sądeckiej (Papczyński pochodził z tamtych stron) w 1981. We wnętrzu dominuje obraz pędzla Olgi Bajkowskiej przedstawiający w naturalistyczny sposób obraz Sądu Ostatecznego (zmartwychwstałe ciała wychodzą z trumien i unoszą się do nieba). Na ścianach bocznych przedstawiono wydarzenia z życia Papczyńskiego[3]
- Kaplica Ostrobramska (także: Kaplica Miłosierdzia) zlokalizowana na wschód od Golgoty. Stanowi architektoniczne nawiązanie do Ostrej Bramy w Wilnie. Jest jedną z dwóch kaplic upamiętniających mariańskie klasztory na kresach (druga to Kaplica Drujska). Zawiera replikę obrazu Matki Boskiej Ostrobramskiej. Na szczycie, od strony cmentarza, umieszczono figurę królowej Jadwigi, apostołki Litwy. W przejściu pod kaplicą stoją dwie figury: Kazimierza Jagiellończyka i św. Stanisława Kostki - patronów młodzieży. Wewnątrz wiszą obrazy Jana Molgi przedstawiające podpisanie aktu unii polsko-litewskiej oraz chrzest Litwy, a także znajdują się freski z wyobrażeniem królowej Jadwigi i Władysława Jagiełły. Całość poświęcił bp Roman Andrzejewski[3]

## Osoby związane z sanktuarium

### Wizjonerzy
- Tomasz Kłossowski
- Mikołaj Sikatka

### Marianie
- ks. Eugeniusz Makulski, kustosz i proboszcz
- ks. Krzysztof Jędrzejewski, ekonom
- ks. Wiktor Gumienny, kustosz
- ks. dr Janusz Kumala MIC, kustosz od 25 sierpnia 2018[4]
- ks. Stanisław Kosiorowski, proboszcz
- ks. Henryk Kulik, proboszcz
- ks. Rafał Krauze, proboszcz[5]